# 环海豹属
环海豹属（学名：Histriophoca）是海豹科下的一个属。

## 下属物种
本属包括以下物种：
- 阿氏环海豹 Histriophoca alekseevi Koretsky, 2001，阿列克谢耶夫环海豹
- 環海豹 Histriophoca fasciata (Zimmermann, 1783)